# La Cruz (Granada)
La Cruz es un barrio de Granada, España, perteneciente al distrito Beiro. Está situado en la zona norte de la ciudad. Limita al norte con el pueblo de Maracena; al este, con el barrio de San Francisco Javier; al sur, con los barrios de Plaza Toros-Doctores-San Lázaro y Pajaritos; y al oeste, con el barrio de Cerrillo de Maracena.
En este barrio se encuentra el Complejo Administrativo de Los Mondragones —el mayor de todo el Ayuntamiento de Granada—, y la sede de la Cámara de Comercio de Granada, entre otras cosas.
El barrio celebrar sus fiestas el 3 de mayo (y los días anteriores o posteriores) con motivo del Día de la Cruz.

## Lugares de interés
- Parroquia de Nuestra Señora del Carmen. Calle Saeta, 5.
- Cámara de Comercio.
- Complejo Administrativo de Los Mondragones.
- Casería de los Cipreses.
- Polideportivo Antonio Prieto.
- Comisaría Policía Nacional Zona Norte.
- Pistas polideportivas La Argentinita.
- Escuela Asociación Síndrome de Down Granada.
- Asociación de Economistas de Granada.
- Estación de autobuses de Granada.
- AA.VV. Barrio La Cruz. C/ Barrera 1.